# Тон, Дики
Ричард Уильям «Дики» Тон (англ. Richard William «Dickie» Thon, 20 июня 1958, Саут-Бенд, Индиана) — американский бейсболист, шортстоп. Выступал в МЛБ с 1979 по 1993 год. Участник Матча всех звёзд лиги 1983 года, обладатель награды Сильвер Слаггер того же сезона. Лауреат Награды Тони Конильяро 1991 года.

## Биография

### Ранние годы
Ричард Тон родился 20 июня 1958 года в Саут-Бенде в семье Фредерика-младшего и Эванджелины Тон. Его отец в тот период заканчивал обучение в университете Нотр-Дам, после чего семья переехала в Сан-Хуан, Пуэрто-Рико. Бейсбол занимал важное место в их семье — дед Ричарда, Фред-старший, играл на позиции питчера за «Сан-Хуан Сенадорес» в Зимней пуэрто-риканской лиге и получал предложение контракта от «Бруклин Доджерс», а отец был членом университетской команды, но закончил играть из-за травмы руки. Позже Тон вспоминал, что в возрасте пяти лет он познакомился с выдающимся игроком Монте Ирвином. В детстве его любимыми игроками были Орландо Сепеда и Роберто Клементе. 

### Профессиональная карьера
В подростковом возрасте Дики начал играть за «Вакерос де Баямон» в Зимней лиге Пуэрто-Рико. В 1975 году в статусе свободного агента он подписал профессиональный контракт с «Энджелс». В системе клуба Тон играл с 1976 по 1979 год. Журнал Sporting News в 1977 году писал о нём как о самом перспективном игроке калифорнийцев. В Главной лиге бейсбола он дебютировал 22 мая 1979 года в игре против «Милуоки Брюэрс». 
В сезоне 1979 года Тон выходил на биту 56 раз, подменяя травмированных Бобби Грича и Берта Кампанериса. Он воспользовался предоставленной возможностью и произвёл впечатление на главного тренера клуба Джима Фрегози. Дики также принял участие в серии плей-офф против «Балтимора». 
Начало чемпионата 1980 года он провёл в AAA-лиге в «Солт-Лейк-Сити Бис», вернувшись в основной состав «Энджелс» 28 мая в игре против «Техаса». Всего в регулярном сезоне Тон сыграл в восьмидесяти матчах. После окончания сезона он вернулся в «Баямон», в составе которого стал лучшим отбивающим в пуэрто-риканской лиге. Весной 1981 года руководство клуба обменяло Дики в «Хьюстон Астрос», посчитав что не сможет предоставить ему достаточного количества игрового времени.
В составе «Астрос» он выполнял роль универсального игрока, выходя на поле на разных позициях. Сезон был сокращён из-за забастовки игроков, но после её завершения игра Тона в нападении помогла клубу выиграть Западный дивизион Национальной лиги. В плей-офф он сыграл значительно хуже и дивизионная серия завершилась поражением от «Лос-Анджелес Доджерс».
В 1982 году Дики занял место основного шортстопа «Хьюстона», заменив ветерана Крейга Рейнольдса. По итогам года он стал лучшим игроком лиги по числу выбитых триплов. Следующий сезон стал для Тона лучшим в карьере. Он закрепился в статусе одного из лучших шортстопов лиги, войдя в число лидеров по числу передач в защите, путаутов и розыгрышей дабл-плей. Впервые в карьере Дики вошёл в число участников Матча всех звёзд МЛБ. Он также занял седьмое место в голосовании, определявшем Самого ценного игрока Национальной лиги.

#### Травма
Тон хорошо провёл первые четыре игры сезона 1984 года, отбивая с показателем 37,5 %. Изменила его карьеру игра против Нью-Йорк Метс 8 апреля. В первом выходе на биту он получил страйкаут от Майка Торреса. Во второй раз Дики встал ближе к «дому». Торрес решил бросить мяч ближе к отбивающему, но мяч сорвался, полетел по восходящей траектории и попал Тону в голову над левым глазом. 
Врач «Астрос» Уильям Брайан позднее вспоминал, что слышал звук ломающейся кости. Рентген показал перелом кости черепа над левым глазом. Спустя три дня Тону провели операцию. К июню его зрение частично восстановилось, но Дики не мог увидеть мяча, который расплывался перед ним. Проблемы возникали и при попытке вождения автомобиля. Во время реабилитации Тон учился на курсах в общественном колледже в Хьюстоне, а также изучал спортивную психологию, что помогло ему справиться с последствиями травмы.
Осенью Дики вернулся на поле, сыграв в пяти матчах в Аризонской лиге. Зимой он также играл за «Сан-Хуан Метрос» в Зимней пуэрто-риканской лиге, но после трёх проведённых матчей с двумя ошибками в обороне попросил не включать его в состав команды. В 2015 году Тон говорил, что после травмы бейсбол превратился для него из удовольствия в работу.

#### Возвращение
В день открытия сезона 1985 года Дики вышел на поле в основном составе «Астрос». Болельщики встретили его овацией. Он выбил сингл и набрал первое очко своей команды в матче, завершившемся победой над «Доджерс» со счётом 2:1. По итогам сезона его показатель отбивания составил 25,1 %, а во второй его части Тон смог сократить число получаемых страйкаутов. Перед началом чемпионата 1986 года клуб подписал с ним новый двухлетний контракт. Дики всё так же не мог чётко видеть мяч и в начале июня был внесён в список травмированных. Пропустив три недели, он вернулся в состав и в оставшейся части сезона отбивал с показателем 28,0 %. Удачные действия Тона в нападении помогли «Хьюстону» выиграть дивизион и выйти в плей-офф. Его хоум-ран в четвёртой игре чемпионской серии Национальной лиги принёс клубу победу и сравнял счёт в серии с «Метс».
Весной 1987 года Дики без разрешения тренеров покинул расположение команды во время предсезонных сборов. Из-за продолжавшихся проблем со зрением и стресса он обращался за помощью к психиатру. Также Тон ездил на консультацию к специалистам в Пуэрто-Рико. «Астрос» оштрафовали игрока на сумму 1 000 долларов за каждый пропущенный день сборов. В расположение команды он вернулся в мае, но играл только до июля. После встречи с генеральным менеджером «Хьюстона» Диком Вагнером его перевели в список дисквалифицированных. Этим завершился этот этап его карьеры.
Весной 1988 года Тон подписал контракт с «Сан-Диего Падрес». Он сыграл в 95 матчах в течение регулярного чемпионата, но был недоволен своей ролью в команде. Тренеры клуба использовали его только против питчеров-левшей. Дики попросил чтобы его обменяли и осенью перешёл в «Филадельфию». Перед началом сезона 1989 года он снова уехал в Пуэрто-Рико, где работал с Кеном Дузичем, который посоветовал ему поворачивать голову в сторону мяча и больше задействовать правый глаз. 
Дики последовал совету и начал вставать дальше от «дома», чтобы лучше видеть поданные мячи. Он принял участие в 136 играх и стал лучшим шортстопом Национальной лиги по числу выбитых хоум-ранов. В сентябре его показатель отбивания составил 35,7 %, после чего тренер «Филлис» Ник Лейва сказал что «Дики вернулся». Клуб подписал с ним контракт на сезон 1990 года с зарплатой 1,1 млн долларов. В следующем чемпионате Тон сыграл в 149 матчах. В июле в выездной игре в Хьюстоне Дики выбил два хоум-рана, принеся победу своей команде со счётом 4:2. Эти удары были встречены аплодисментами болельщиков «Астрос». Последний сезон за «Филлис» он провёл в 1991 году, его результаты стали снижаться и команда не стала предлагать Тону новый контракт.
В декабре 1991 года Дики получил Награду Тони Конильяро, учреждённую клубом «Бостон Ред Сокс» в память о своём игроке, перенесшим схожую травму и преодолевшим её последствия. Сразу после этого он подписал контракт с «Техас Рейнджерс», в составе которых провёл сезон 1992 года. «Рейнджерс» провели неудачный сезон из-за слабости питчеров команды. Тон сыграл в 95 матчах, пропустив большую часть августа и сентября из-за травмы плеча. Зимой он играл в пуэрто-риканской лиге за «Кангрехерос де Сантурсе», приведя команду к чемпионству вместе с партнёром по «Техасу» Хуаном Гонсалесом.
В 1993 году Тон заключил контракт с «Милуоки Брюэрс». Он провёл за команду 85 игр, отбивая с показателем 26,9 %. После окончания чемпионата клуб отклонил контрактную опцию на 350 тысяч долларов. Дики подписал контракт младшей лиги с «Оклендом» в феврале 1994 года, но месяц спустя объявил о завершении карьеры, сказав что не видит мяча на поле.

### После бейсбола
В 1996 году Дики работал тренером в команде младшей лиги, входящей в систему «Хьюстон Астрос». Затем он уехал в Пуэрто-Рико, где работал в тренерском штабе «Кангрехерос де Сантурсе», а также занимался с молодыми игроками. Его супруга Мария Соледад выступала за сборную Пуэрто-Рико по волейболу. Три их дочери, Солейл, Ванесса и Мариана, учились в колледжах в США, играли в волейбол в чемпионате NCAA. Сын, Дики Джо Тон, в пятом раунде драфта 2010 года был выбран клубом «Торонто Блю Джейс» и подписал профессиональный контракт.
В 2015 году, в интервью для сайта vicesports.com, Тон сказал, что его сетчатка до сих пор полностью не восстановилась после травмы и операции. Ему всё так же трудно было читать и водить машину. Он также рассказал, что научился угадывать ответы во время проверки зрения, так как боялся что врачи запретят ему играть. 